# Coleophora gallipennella
Coleophora gallipennella é uma espécie de mariposa do gênero Coleophora pertencente à família Coleophoridae.